# Chupacabra
Chupacabra ili Chupacabras je zvijer koja navodno živi u okolici Puerto Rica i Meksika. 
Naziv dolazi od španjolske riječi koja u slobodnom prijevodu znači "kozo-sisač", što nam govori da siše krv iz stoke.
To je također naziv za vrstu dobroćudne noćne ptice, međutim, chupacabras nije ptica i nije bezopasan.
Do sada ga se okrivljavalo za užasna ubojstva brojnih pasa, mačaka, pa i velikih životinja poput krava i konja, čija su unakažena tijela pronađena bez kapi krvi i nekih organa.
Prema opisu osoba koji su ga vidjeli imao je okruglu glavu, tamnosivo lice, izdužene crne oči, finu njušku i mala usta. Međutim, najuočljivija je bila njegova pigmentacija: poput kameleona mijenjao je boje od grimizne do smeđe i žute.
Međutim, to nije bila njegova najčudnija osobina. Mnogi su očevici, nakon malo dužeg gledanja u chupacabrasa, osjetili jaku glavobolju i mučninu te ga nisu mogli slijediti.
Ne postoji niti jedna znanosti poznata životinja koja bi sličila ovome stvorenju, što potiče očevice na izmišljanja različitog identiteta; od izvanzemaljca do grotesknog proizvoda genetskog inženjeringa koji je uspio pobjeći iz laboratorija.
Na kraju, dva izdanja Strange magazina iz 1995. godine sadrže reportažu o navodnom malom biću kojeg je 1980.-ih u Puerto Ricu ubio jedan rančer.
Njegovu je stoku napadala užasna životinja, stoga je on jedne noći s prijateljima postavio zasjedu. Na veliko zaprepaštenje, ugledali su 4 stvorenja kako ulaze u štalu i odnose jednu junicu. Rančer i njegovi prijatelji ubili su jedno stvorenje, a ostala 3 su pobjegla.
Uz reportažu je bila objavljena fotografija na kojoj je bio leš tog stvorenja, koje je odgovarala chupacabrasovom opisu .
Biolozi nisu mogli identificirati to stvorenje zbog mnoštva značajnih morfoloških nepodudarannosti kad ga se uspoređivalo s majmunskim ili ljudskim fetusom, što su se činile kao najvjerojatnije mogućnosti.
Trenutačno, rančer koji je ubio to stvorenje odbija izručiti njegovo tijelo, pa ako ga se ne zaplijeni, njegov će identitet ostati tajna.

## Vanjske poveznice
- Slike